# First Man
First Man es una película dramática estadounidense de 2018 que trata sobre la preparación de la misión espacial Apolo 11 a la Luna en 1969. Está dirigida por Damien Chazelle, con guion de Nicole Perlman y Josh Singer, basado en el libro First Man: The Life of Neil A. Armstrong, de James R. Hansen. La cinta está protagonizada por Ryan Gosling, quien interpreta a Neil Armstrong, junto con Claire Foy, Corey Stoll, Kyle Chandler y Jason Clarke. Fue estrenada en Estados Unidos el 12 de octubre de 2018.

## Dato
La película es un relato en primera persona acerca de la misión para enviar a un hombre a la Luna durante el programa Apolo, organizado por la NASA entre los años 1961 y 1969 y, sobre todo, la historia se centra en Neil Armstrong, el astronauta que se convirtió en el primer ser humano en pisarla.

## Producción
Clint Eastwood y Warner Bros. compraron en 2003 los derechos de la biografía de Neil Armstrong titulada First Man: The Life of Neil A. Armstrong, escrita por James R. Hansen. Más tarde, Universal Pictures les compró los derechos cinematográficos y decidió la realización de la película con el nombre de First Man.
El proyecto continuó y en noviembre de 2015 se hizo público que su protagonista sería Ryan Gosling y que el director sería Damien Chazelle, quien ya había dirigido a Gosling en la exitosa La La Land. El guion fue encargado a Josh Singer, premiado en 2015 con el Óscar por Spotlight. La fecha prevista de estreno se fijó para el 12 de octubre de 2018.
A mediados de 2017 se conoció que también participarían en el proyecto Claire Foy, Kyle Chandler, Corey Stoll, Jason Clarke, Shea Whigham y Brian d'Arcy James. En agosto de ese mismo año se unió al reparto Jon Bernthal. En octubre de 2017, Pablo Schreiber, Patrick Fugit, Cory Michael Smith y Skyler Bible también se incorporaron al elenco.

## Formatos de grabación
En la película se usaron un total de tres formatos distintos a lo largo de toda la filmación, 16mm, 35 mm y full IMAX. Estos se fueron alternando en función de las necesidades técnicas y narrativas.
El 16 mm está presente en la mayoría de las escenas que se producen en el interior de la nave dado que permite un gran ángulo de captación de la imagen, lo que es idóneo para sitios estrechos. La lente usada fue la Canon 6.6-66mm T2.7
En cambio, todas las escenas que se producen en la casa de Neil Armstrong fueron rodadas en película de 35mm, con la lente variable Fujinon ZK19-90mm T2.9.
Esta misma se usa cuando las escenas transcurren en el entorno de la NASA, tanto en exteriores como interiores. En este caso, se usa un KODAK VISION3 250D Color Negative Film 5207 o 5219, procesado a presión.
La escena en la Luna está rodada con cámaras IMAX, en formato IMAX, de 1:43 y con lentes de 16mm a 70mm.

## Efectos especiales
90 minutos aproximados de los 141 que dura en total la película corresponden a imágenes realizadas a través de efectos visuales, con CG.
Esto se debe a que gran parte de la película transcurre en el espacio, y dadas las limitaciones actuales, solo existe la opción de crearlas por ordenador. Estas imágenes serían las que después se proyectarían en las pantallas LED.
DNEG, la empresa encargada de los efectos especiales, usó Terragen, un software de generación de escenarios de la empresa Planetside Software. En el caso de la escena en la Luna, se creó la arena y las huellas, eliminando a la vez los restos del decorado.
Aun así, también se usaron imágenes reales de archivo, como las del lanzamiento del Apolo XI, encontradas por DNEG en un stock militar de 70mm que no se había visto anteriormente.
Para esa escena se alternaron, por lo tanto, imágenes reales ajustadas a los parámetros del 16mm con imágenes recreadas por CG.
El supervisor de los efectos especiales fue Paul Lambert, ganador del Óscar por Blade Runner 2049.

## Pantallas LED y simuladores
La película está rodada sin presencia de cromas por una decisión del director, dado que le facilitaba planificar las escenas.
En su lugar se usaron pantallas LED, tanto esféricas como normales, de hasta 10 metros. En estas se proyectaban las imágenes que simularían el exterior de la nave, tanto de la Tierra como del espacio.
Junto a las pantallas, se construyeron varios simuladores, cada uno correspondiente a una nave. Estos tenían programado el movimiento a realizar, el cual iba sincronizado con las imágenes de las pantallas LED esféricas que se veían a través de las ventanas.
Esta técnica permitía a los actores introducirse más en el papel, ya que en vez de ver una pantalla verde veían el espacio exterior recreado con efectos visuales.

## Escena lunar
Para simular la superficie lunar se construyó un decorado en la cantera de Vulcan, en Atlanta, con una superficie de más de 152,4 metros.
Otro aspecto importante de la escena de la Luna es que Damien Chazelle quiso alternar imágenes propias con imágenes que simularan las reales de 1969. Para ello, colocó la cámara en los mismos sitios de la nave y utilizó las mismas lentes.
Para simular la ausencia de gravedad se construyó un sistema de balanceo calibrado para los actores, a la vez que se usó una grúa para algunos movimientos de cámara en los que esta flotaba. 
La tecnología de realidad virtual también estuvo presente en el rodaje de esa escena, la cual se utilizó para recrear la Luna y tener un control de la rotación interactiva y de la gradación de color.
En cuanto a la iluminación, solo se usó una fuente de luz, simulando el Sol. Dos focos SoftSun de 100K y 200K en total fueron utilizados.

## Recepción
First Man ha recibido reseñas positivas de parte de la crítica y de la audiencia. En el sitio web especializado Rotten Tomatoes, la película posee una aprobación de 87%, basada en 460 reseñas, con una calificación de 8.1/10 y un consenso crítico que diceː "First Man utiliza un enfoque personal para impulsar una mirada retrospectiva a un momento crucial en la historia de la humanidad, y lleva al público a un viaje dramático vertiginoso a lo largo del camino." De parte de la audiencia tiene una aprobación del 67%, basada en 5827 votos, con una calificación de 3.5/5.
El sitio web Metacritic le ha dado a la película una puntuación de 84 de 100, basada en 56 reseñas, indicando "aclamación universal". Las audiencias encuestadas por CinemaScore le han dado a la película una "B+" en una escala de A+ a F, mientras que en el sitio IMDb los usuarios le han dado una calificación de 7.3/10, sobre la base de 189 066 votos. En la página FilmAffinity la cinta tiene una calificación de 6.4/10, basada en 17 150 votos.

## Premios y nominaciones
| Premiación            | Fecha                 | Categoría                  | Receptores                                                | Resultado |
| --------------------- | --------------------- | -------------------------- | --------------------------------------------------------- | --------- |
| Premios Globos de Oro | 6 de enero de 2019    | Mejor actriz de reparto    | Claire Foy                                                | Nominada  |
| Premios Globos de Oro | 6 de enero de 2019    | Mejor banda sonora         | Justin Hurwitz                                            | Ganador   |
| Premios Óscar         | 24 de febrero de 2019 | Mejor edición de sonido    | Ai-Ling Lee y Mildred Iatrou Morgan                       | Nominada  |
| Premios Óscar         | 24 de febrero de 2019 | Mejor sonido               | Jon Taylor, Frank A. Montaño, Ai-Ling Lee y Mary H. Ellis | Nominada  |
| Premios Óscar         | 24 de febrero de 2019 | Mejor diseño de producción | Nathan Crowley, Kathy Lucas                               | Nominada  |
| Premios Óscar         | 24 de febrero de 2019 | Mejores efectos visuales   | Paul Lambert, Ian Hunter, Tristan Myles y J. D. Schwalm   | Ganadora  |